# X-Men 2
Pour les articles homonymes, voir X-Men (homonymie).
Série X-Men
X-Men
(2000) X-Men : L'Affrontement final
(2006)
Pour plus de détails, voir Fiche technique et Distribution.
X-Men 2 ou X2 : X-Men unis au Québec (X2 en version originale ou parfois X2: X-Men United) est un film américain réalisé par Bryan Singer et sorti en 2003. Il s'agit d'une suite au film X-Men et du deuxième opus de la série de films du même nom, adaptée de la série de comics américain Les X-Men créée par Stan Lee et Jack Kirby. L'histoire est inspirée de la bande dessinée Dieu crée, l'homme détruit (God Loves, Man Kills, 1982).
Le film est un succès critique et commercial. Il reçoit de nombreuses distinctions dont plusieurs nominations aux Saturn Awards 2004 où il remporte le prix du meilleur film de science-fiction. Bryan Singer cèdera sa place à Brett Ratner pour la réalisation de la suite, X-Men : L'Affrontement final, sortie en 2006.

## Synopsis
Les X-Men sont à la recherche d'un étrange mutant dénommé Kurt Wagner. Ce dernier, doué de téléportation, s'est introduit dans le bureau ovale pour tenter d'assassiner le président des États-Unis. L'attentat a rendu l'opinion publique de plus en plus hostile envers les mutants. Le Professeur Xavier et Cyclope rendent visite à Erik Lensherr dans sa prison de plastique, pour savoir s'il est impliqué. Charles Xavier découvre alors qu'un certain William Stryker, un militaire qui semble en savoir long sur le passé de Wolverine, a soutiré des informations à Magnéto. Stryker, aidé par son assistante Yuriko Oyama, enlève le Professeur X et son disciple. Dès lors, il lance un raid sur l'Institut Xavier, s'emparant ainsi des plans de Cerebro et de six mutants. Parmi les rescapés, on compte Malicia, Pyro, Iceberg, Kitty Pryde, Colossus, Wolverine et d'autres élèves qui se sont échappés par les différents couloirs de sortie.
Pendant ce temps, Tornade et Jean Grey recherchent et finissent par trouver Kurt Wagner. Quant à Mystique, elle parvient à faire échapper Lensherr de sa prison pendant que Wolverine, Malicia, Iceberg et Pyro se rendent à Boston pour retrouver Jean et Tornade. Ils font une halte chez les parents d'Iceberg mais le frère de ce dernier les dénonce à la police, que Pyro neutralise. Rejoints par Jean et Tornade, les X-Men s'échappent en jet mais sont poursuivis par l'US Air Force et ne doivent leur salut qu'à l'intervention de Magnéto.
Ils font alors alliance avec lui et Mystique pour contrer les plans de Stryker, qui contrôle certains mutants en leur injectant une drogue. Jean Grey lit dans l'esprit de Diablo, qui a été lui aussi sous l'influence de Stryker, et apprend que le militaire a sa base à Alkali Lake où Wolverine s'est rendu auparavant sur les conseils du Professeur Xavier afin de trouver des indices sur son passé, mais en vain. Il se trouve que la base est souterraine ; les mutants s'y rendent. William Stryker, grâce à son fils, Jason (communément appelé le mutant 143 dont est extraite de son cerveau la drogue qui permet a Stryker de contrôler les mutants), contrôle les pouvoirs du Professeur X et lui commande d'éliminer tous les mutants de la planète.
Mystique, sous l'apparence de Wolverine, entre dans la base et se fait capturer. Stryker, soupçonnant un piège de par ses attitudes irrationnellement dociles, tente de la faire tuer. La mutante neutralise facilement quelques gardes et s'enferme dans la salle de commande afin de permettre aux X-Men et à Erik Lensherr d'entrer. Wolverine affronte et tue Yuriko Oyama pendant que Jean Grey libère Cyclope de son contrôle mental, et que Tornade et Diablo libèrent les élèves de l'Institut. Pendant ce temps, le Professeur X, leurré par des illusions créées par Jason, utilise le Cerebro, qui amplifie ses pouvoirs, pour localiser tous les mutants dans le but de les tuer en prenant le contrôle de leur esprit. Une douleur psychique submerge alors les mutants se trouvant dans la base sauf Magnéto, protégé par son casque.
Il retrouve à temps le Professeur dans la base militaire et, par Mystique qui prend l'apparence de Stryker pour manipuler Jason, le retourne pour qu'il cible les humains ordinaires. Les X-Men parviennent à arrêter le processus, mais la base commence peu à peu à s'écrouler à cause des fissures provoquées par Cyclope et Jean Grey lors de leur affrontement. Magnéto et Mystique quittent les lieux, après avoir enchaîné Stryker qui tentait de s'enfuir avec son hélicoptère, et emmènent avec eux Pyro, qui s'est rallié à leur cause.
Les X-Men et les six élèves quittent la base d'Alkali Lake à temps avant que celle-ci ne commence à s'écrouler. À la suite du début de l'engloutissement, Jean Grey descend du jet et grâce à ses pouvoirs télékinétiques, fait barrage à l'eau et démarre l'appareil, avant d'être engloutie par les flots. Sa mort affecte violemment Cyclope et Wolverine.
Plus tard, le Président des États-Unis obtient grâce aux X-Men une preuve des intentions malveillantes de Stryker et réalise les avantages d'une paix avec les mutants. Mais, à Alkali Lake, l'ombre d'un phénix apparaît dans le lac.

## Fiche technique
Sauf indication contraire, les informations mentionnées dans cette section peuvent être confirmées par la base de données cinématographiques IMDb,  présente dans la section « Liens externes ».
- Titre original : X2
- Titre français : X-Men 2
- Titre québécois : X2: X-Men unis
- Réalisateur : Bryan Singer
- Scénario : David Hayter, Michael Dougherty et Dan Harris, d'après une histoire de David Hayter, Bryan Singer et Zak Penn
- Musique : John Ottman
- Direction artistique : Geoff Hubbard, Lynne Huitson et Helen Jarvis
- Décors : Guy Hendrix Dyas
- Costumes : Louise Mingenbach
- Photographie : Newton Thomas Sigel
- Son : Tim McColm, William Stein, Craig Berkey
- Montage : John Ottman et Elliot Graham (en)
- Production : Lauren Shuler Donner et Ralph Winter (en)
  - Production exécutive : John H. Radulovic
  - Production exécutive (Royaume-Uni) : Selwyn Roberts
  - Production déléguée : Avi Arad, Tom DeSanto, Stan Lee et Bryan Singer
  - Production associée : David Gorder
  - Coproduction : Kevin Feige et Ross Fanger
- Sociétés de production[1] :
  - États-Unis : Bad Hat Harry Productions et Donners' Company, présenté par 20th Century Fox, en association avec Marvel Entertainment
  - Canada : XF2 Canada Productions et XM2 Productions
- Société de distribution : Twentieth Century Fox (États-Unis, Canada et France) ; Fox-Warner (Suisse romande)
- Budget : 110 millions de $[2]
- Pays de production :  États-Unis,  Canada
- Langues originales : anglais, allemand, italien, espagnol
- Format[3] : couleur (DeLuxe) - 35 mm / D-Cinema - 2,39:1 (Cinémascope) / (Panavision) - son DTS | Dolby Digital | SDDS
- Genre : action, aventures, science-fiction, thriller, super-héros
- Durée : 134 minutes
- Dates de sortie[4] :
  - France, Belgique, Suisse romande : 30 avril 2003[5],[6]
  - États-Unis, Québec : 2 mai 2003[7]
- Classification[8] :
  - États-Unis : accord parental recommandé, film déconseillé aux moins de 13 ans (PG-13 - Parents Strongly Cautioned)[Note 1]
  - Canada (Ontario) : certaines scènes peuvent heurter les enfants - accord parental souhaitable (PG - Parental Guidance)
  - Québec : tous publics - déconseillé aux jeunes enfants (G - General Rating)[7]
  - France : tous publics (visa d'exploitation no 107900 délivré le 16 mai 2003)[9]
  - Belgique : tous publics (Alle Leeftijden)[5]
  - Suisse romande : interdit aux moins de 14 ans[10]

## Distribution
- Hugh Jackman (VF : Joël Zaffarano) : Logan / Wolverine
- Patrick Stewart (VF : Pierre Dourlens) : Charles Xavier / le Professeur X
- Brian Cox (VF : Jean-Claude Sachot) : le colonel William Stryker
- Ian McKellen (VF : Bernard Dhéran) : Erik Lensherr / Magnéto
- Halle Berry (VF : Géraldine Asselin) : Ororo Munroe / Tornade
- Famke Janssen (VF : Juliette Degenne) : Jean Grey
- Rebecca Romijn (VF : Caroline Santini) : Mystique
- Ty Olsson : Mitchell Laurio
- Anna Paquin (VF : Caroline Victoria) : Marie / Malicia
- Shawn Ashmore (VF : Patrick Mancini) : Robert « Bobby » Drake / Iceberg
- Alan Cumming (VF : Hanjorg Schnass) : Kurt Wagner / Diablo
- Aaron Stanford (VF : Boris Rehlinger) : John Allerdyce / Pyro
- James Marsden (VF : Damien Boisseau) : Scott Summers / Cyclope
- Kelly Hu (VF : Yumi Fujimori) : Yuriko Oyama / Lady Deathstrike
- Daniel Cudmore : Piotr Raspoutine / Colossus
- Kea Wong : Jubilation Lee / Jubilé
- Shauna Kain : Theresa Cassidy / Cyrène
- Dylan Kussman : Wilkins
- Michael Reid MacKay : Jason Stryker (en), le mutant 143
- Keely Purvis : la petite fille projetée dans l'esprit de Charles Xavier
- James Nichol Kirk (VF : Yann Le Madic) : Ronny Drake
- Roger Cross : agent Cartwright
- Peter Wingfield (VF : Éric Herson-Macarel) : soldat Lyman
- Bruce Davison (VF : Marcel Guido) : le sénateur Robert Kelly (en)
- Alf Humphreys : William Drake
- Jill Teed : Madeline Drake

Références,

## Personnages

### X-Men
- Professeur Xavier : c'est un mutant disposant de pouvoirs psychiques et télépathiques. Il a fondé l'institut qui porte son nom afin d'apprendre aux mutants à contrôler leurs pouvoirs. Pour lui, mutants et non-mutants peuvent coexister pacifiquement.
- Logan / Wolverine : un mutant solitaire et marginal. Il possède un squelette et des griffes en adamantium, une force surhumaine et surtout un incroyable pouvoir de régénération. Il est à la recherche de son passé, qu'il a complètement oublié.
- Scott Summers / Cyclope : leader des X-Men, il peut tirer des rafales d'énergie par ses yeux. Il peut en régler la puissance mais son pouvoir s'activant dès l'instant où il ouvre les yeux, il doit en permanence porter des lunettes en quartz-rubis, la seule matière qui résiste à ces rayons. Il est fiancé à Jean Grey et ne s'entend pas avec Wolverine.
- Dr Jean Grey : fiancée de Cyclope, elle dispose de pouvoirs télékinésiques et télépathiques. Elle est aussi un médecin.
- Ororo Munroe / Tornade : cette mutante peut contrôler les éléments, la foudre, créer des tornades et des tempêtes très puissantes.

### Élèves de l'Institut Xavier
- Marie / Malicia : jeune mutante de 17 ans, elle s'est enfuie de chez elle quand son pouvoir s'est manifesté pour la première fois : absorber temporairement par simple contact physique l'énergie de la personne touchée ainsi que ses pouvoirs (s'il est question d'un mutant). Le contact fait perdre connaissance à la personne touchée et peut même l'éliminer s'il est prolongé. Elle est en couple avec Iceberg
- Bobby Drake / Iceberg  : ce jeune élève de l'institut peut contrôler la glace, geler entièrement des surfaces ou faire apparaître de la neige grâce à l'humidité ambiante. Il est amoureux de Malicia.
- John Allerdyce / Pyro  : cet ami de Malicia et d'Iceberg a le pouvoir de manipuler les flammes à plus de trente mètres à la ronde. Comme il ne peut pas en produire, il garde en permanence avec lui un briquet. Il est susceptible et sensible aux idées extrémistes d'Erik Lehnsherr.

### Confrérie des mutants
- Erik Lehnsherr / Magnéto  : vieil ami du Professeur X et chef de la Confrérie, il pense contrairement à lui que la domination des mutants est inévitable et que les mutants peuvent et doivent prendre le contrôle de la Terre. Il peut contrôler le métal et créer des champs magnétiques, ce qui fait de lui un des mutants les plus puissants qui soient. De plus, il peut échapper au contrôle mental du Professeur grâce à un casque spécial, qui empêche Xavier de le contrôler par télépathie. Au début du film, il est enfermé dans une prison spéciale construite sans métal.
- Raven Darkholme / Mystique  : cette fidèle de Magnéto est une métamorphe : elle peut changer d'apparence à volonté. Cette fois, elle se retrouve seule membre de la confrérie en liberté, son maître étant en prison. Elle cherche un moyen de le libérer.

### Purifiers
- Colonel William Stryker : ce militaire extrémiste pense que les mutants doivent être exterminés car ils représentent un danger pour l'humanité. Étrangement, il semble connaitre Wolverine mieux que celui-ci ne se connait lui-même.
- Yuriko Oyama / Deathstrike : redoutable agente du colonel Stryker, elle dispose comme Wolverine d'un pouvoir de régénération, d'une force surhumaine et d'un squelette en adamantium. Elle dispose aussi de griffes à chaque doigt.
- Kurt Wagner / Diablo : ce mutant allemand possède la capacité de se téléporter. Il doit néanmoins savoir où il va afin de ne pas se retrouver coincé dans un mur et de périr. Son aspect rappelle celui d'un démon (il a une peau bleue, une queue, trois doigts à chaque main…). Pourtant, il est aussi un fervent catholique.
- Jason Stryker (en) / Le Mutant 143 : fils de William Stryker, il possède le pouvoir de créer des illusions dans le cerveau de n'importe qui, brouillant ainsi toute notion de réalité, fût-elle puissante. Il peut ainsi contrôler mentalement qui il désire.

## Production

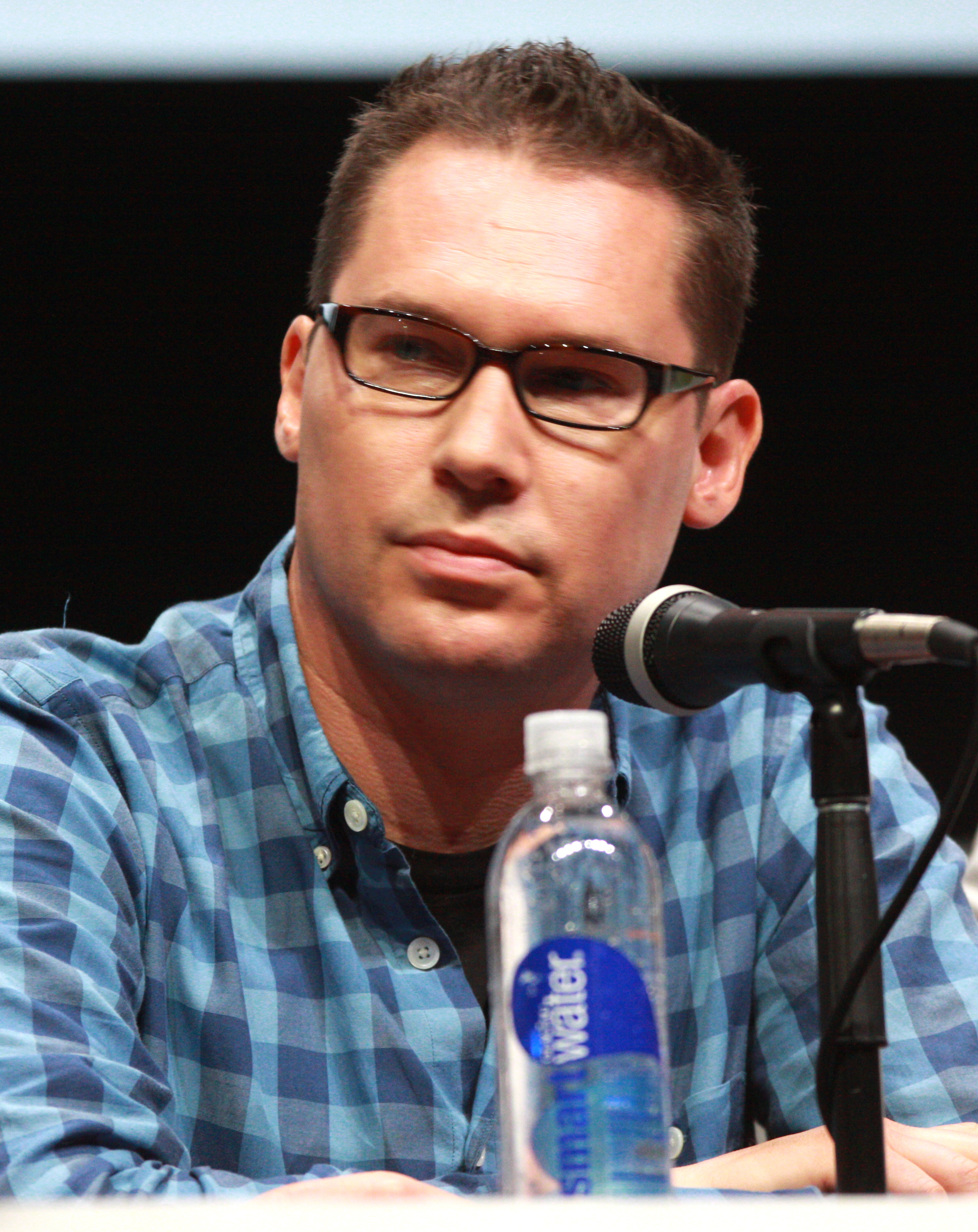
Bryan Singer à la Comic Con de San Diego (2013)

### Genèse et développement
Le succès de X-Men (2000), aussi bien public que critique, pousse la Fox à envisager rapidement une suite. Alors que le film est sorti en juillet 2000, Bryan Singer réfléchit à une histoire pour la suite dès septembre 2000. Il envisage d'utiliser le virus Legacy ainsi que le comic book X-Men: God Loves, Man Kills (1982) de Chris Claremont. Singer apprécie l'idée d'un méchant humain, en la personne de William Stryker. Bryan et le producteur Tom DeSanto envisagent cet X2: X-Men United comme L'Empire contre-attaque de la saga X-Men. Avi Arad annonce une sortie en novembre 2002, alors que David Hayter et Zak Penn sont engagés pour écrire chacun un script. Ils combinent ensuite leurs idées dans un même script. Singer et Hayter finalisent ensuite un autre script en octobre 2001.
En février 2002, Michael Dougherty et Dan Harris sont débauchés pour réécrire le script de Hayter et Penn. Angel et Le Fauve sont intégrés à l'histoire, puis supprimés en raison du nombre trop important de personnages. Le personnage de Dents-de-sabre est également supprimé. Dans le script de Hayter, Lady Deathstrike devait être Anne Reynolds, un personnage du comic God Loves, Man Kills. De plus, à la suite du succès d'À l'ombre de la haine, pour lequel Halle Berry reçoit l'Oscar de la meilleure actrice, son personnage de Tornade est davantage développé. Par manque de budget, les Sentinelles et la salle des dangers sont retirés du scénario, comme pour le premier film.

### Attribution des rôles
Pour le rôle de Diablo, Ethan Embry et Neil Patrick Harris étaient envisagés avant qu'Alan Cumming ne soit choisi[réf. nécessaire].
Plusieurs personnages sont incarnés par des acteurs différents du premier film : Aaron Stanford remplace Alex Burton dans le rôle de Pyro, Katie Stuart remplace Sumela Kay dans le rôle de Shadowcat alors que Kea Wong remplace Katrina Florece dans le rôle de Jubilé.

### Tournage
Le tournage débute le 17 juin 2002 à Vancouver au Canada.

## Bande originale
Albums de John Ottman
Mauvais piège
(2002) Gothika
(2003)
Bandes originales de X-Men
X-Men
(2000) X-Men : L'Affrontement final
(2006)
John Ottman, qui succède à Michael Kamen (décédé en 2003), est un collaborateur régulier de Bryan Singer. Il a par ailleurs réalisé le montage du film comme sur de nombreux films de Bryan Singer.
| Liste des titres | Liste des titres          | Liste des titres | Liste des titres | Liste des titres | Liste des titres | Liste des titres | Liste des titres | Liste des titres | Liste des titres |
| No               | Titre                     | Durée            |                  |                  |                  |                  |                  |                  |                  |
| ---------------- | ------------------------- | ---------------- | ---------------- | ---------------- | ---------------- | ---------------- | ---------------- | ---------------- | ---------------- |
| 1.               | Suite from X2             | 7:11             |                  |                  |                  |                  |                  |                  |                  |
| 2.               | Storm's Perfect Storm     | 2:18             |                  |                  |                  |                  |                  |                  |                  |
| 3.               | Finding Faith             | 1:31             |                  |                  |                  |                  |                  |                  |                  |
| 4.               | Sneaky Mystique           | 3:30             |                  |                  |                  |                  |                  |                  |                  |
| 5.               | Cerebro                   | 1:27             |                  |                  |                  |                  |                  |                  |                  |
| 6.               | Mansion Attack            | 7:34             |                  |                  |                  |                  |                  |                  |                  |
| 7.               | Rogue Earns Her Wings     | 1:35             |                  |                  |                  |                  |                  |                  |                  |
| 8.               | It's Time                 | 3:40             |                  |                  |                  |                  |                  |                  |                  |
| 9.               | Magneto's Old Tricks      | 4:59             |                  |                  |                  |                  |                  |                  |                  |
| 10.              | I'm In                    | 4:11             |                  |                  |                  |                  |                  |                  |                  |
| 11.              | If You Really Knew        | 3:21             |                  |                  |                  |                  |                  |                  |                  |
| 12.              | Playing With Fire         | 2:45             |                  |                  |                  |                  |                  |                  |                  |
| 13.              | Death Strikes Deathstryke | 4:52             |                  |                  |                  |                  |                  |                  |                  |
| 14.              | Getting Out Alive         | 3:59             |                  |                  |                  |                  |                  |                  |                  |
| 15.              | Goodbye                   | 5:28             |                  |                  |                  |                  |                  |                  |                  |
| 16.              | We're Here to Stay        | 1:48             |                  |                  |                  |                  |                  |                  |                  |
| 60:09            |                           |                  |                  |                  |                  |                  |                  |                  |                  |

## Accueil

### Accueil critique
Le film est bien accueilli par la critique à sa sortie. Sur le site Rotten Tomatoes, il recueille 85 % de critiques favorables, avec un score moyen de 7,4⁄10 et sur la base de 244 critiques collectées. Sur le site Metacritic, il obtient un score de 68⁄100, sur la base de 37 critiques collectées. En 2008, le magazine Empire le classe à la 432e place dans sa liste des 500 meilleurs films de tous les temps.
En France, le site Allociné propose une note moyenne de 3,5⁄5 à partir de l'interprétation de critiques provenant de 13 titres de presse. Pour Mathieu Carratier, de Première, « on pourrait sans doute vanter les mérites de X-Men 2 sur plusieurs pages, mais le meilleur argument est le film lui-même » ; Pierre Vavasseur, du Parisien, estime que le « cinéma américain donne des signes intéressants de... mutation, s'éloignant de l'éternel et assommant duel entre bons et méchants » ; Joseph Ghosn, des Inrockuptibles, évoque « un nouvel épisode [de la saga] plutôt soigné » ; et pour François Forestier, du Nouvel Observateur, le film est « gai, fantasque, et parfaitement distrayant ».
Parmi les critiques moins positives, Yannick Dahan, de Mad Movies, estime qu'il s'agit d'« un blockbuster pépère et sans grande originalité, secoué çà et là de quelques fulgurances appréciables » ; pour Stéphane Brisset, de Zurban, « il manque sans doute la fraîcheur, l'enthousiasme et la nouveauté du premier épisode » ; et Frédéric Strauss, de Télérama, délivre une critique négative, évoquant « un défilé de créatures fonctionnelles » et stigmatisant le jeu des acteurs.

### Box-office
Le film a connu un très important succès commercial, rapportant 407 711 549 $ au box-office mondial, dont 214 949 694 $ aux États-Unis et au Canada. Ces recettes le classent au 9e rang des films ayant le plus rapportés au box-office en 2003. Il a réalisé 2 825 132 entrées en France, 487 474 au Québec, 314 124 en Belgique, et 185 856 en Suisse. Voici un tableau résumant les principaux résultats enregistrés au box-office par le film : 
| Pays         | Box-office    | Pays             | Box-office  | Pays           | Box-office  |
| ------------ | ------------- | ---------------- | ----------- | -------------- | ----------- |
| États-Unis   | 214 949 694 $ | Italie           | 6 612 206 $ | Suisse         | 2 039 833 $ |
| Royaume-Uni  | 33 549 569 $  | Russie           | 3 650 616 $ | Hong Kong      | 1 820 023 $ |
| France       | 19 491 292 $  | Porto Rico       | 2 419 752 $ | Argentine      | 1 713 486 $ |
| Allemagne    | 15 698 891 $  | Thaïlande        | 2 356 921 $ | Autriche       | 1 663 514 $ |
| Japon        | 15 253 232 $  | Philippines      | 2 294 628 $ | Danemark       | 1 618 430 $ |
| Mexique      | 14 138 528 $  | Suède            | 2 249 670 $ | Afrique du Sud | 1 384 872 $ |
| Australie    | 10 654 741 $  | Singapour        | 2 197 707 $ | Taïwan         | 1 368 739 $ |
| Espagne      | 10 651 409 $  | Pays-Bas         | 2 099 353 $ | Grèce          | 1 363 312 $ |
| Brésil       | 7 408 338 $   | Belgique         | 2 098 818 $ | Norvège        | 1 271 806 $ |
| Corée du Sud | 7 360 012 $   | Nouvelle-Zélande | 2 089 070 $ | Venezuela      | 1 205 005 $ |

## Distinctions
Entre 2003 et 2004, X-Men 2 a été sélectionné 47 fois dans diverses catégories et a remporté 6 récompenses.

### Récompenses
| Année | Festivals de cinéma                                                           | Prix                                                             | Lauréat(es)               |
| ----- | ----------------------------------------------------------------------------- | ---------------------------------------------------------------- | ------------------------- |
| 2004  | Académie des films de science-fiction, fantastique et d'horreur - Prix Saturn | Saturn Award du meilleur film de science-fiction                 | -                         |
| 2004  | Prix BET                                                                      | Prix BET de la meilleure actrice                                 | Halle Berry               |
| 2004  | Prix BMI du cinéma et de la télévision                                        | Prix BMI de la meilleure musique de film                         | John Ottman               |
| 2004  | Réseau canadien des maquilleurs (Canadian Network of Makeup Artists)          | Prix CNOMA de la meilleure coiffure pour un long métrage         | Jennifer Bower O'Halloran |
| 2004  | MTV Movie Awards                                                              | MTV Movie Awards de la meilleure révélation masculine de l'année | Shawn Ashmore             |

### Nominations
| Année | Festivals de cinéma                                                                                                  | Catégorie                                                                                         | Nommé(es) |
| ----- | --- | ------------------------------------------------------------------------------------------------- | --- |
| 2003  | Académie des films de science-fiction, fantastique et d'horreur - Prix Saturn                                        | Nommé au Prix Cinescape masculin du futur                                                         | Shawn Ashmore |
| 2003  | Communauté du circuit des récompenses (Awards Circuit Community Awards (ACCA))                                       | Meilleurs effets visuels                                                                          | - |
| 2003  | Prix du jeune public                                                                                                 | Meilleur séquence de combat / action                                                              | - |
| 2003  | Prix du jeune public                                                                                                 | Meilleur film dramatique / action aventure                                                        | - |
| 2003  | Prix du jeune public                                                                                                 | Meilleur acteur de cinéma dans un film dramatique / action aventure                               | Hugh Jackman |
| 2003  | Prix du jeune public                                                                                                 | Meilleure actrice de cinéma dans un film dramatique / action aventure                             | Halle Berry |
| 2003  | Prix du jeune public                                                                                                 | Meilleure actrice de cinéma dans un film dramatique / action aventure                             | Rebecca Romijn |
| 2003  | Prix du jeune public                                                                                                 | Meilleure menteuse                                                                                | Rebecca Romijn |
| 2003  | Prix du jeune public                                                                                                 | Meilleur vilain                                                                                   | Brian Cox |
| 2003  | Prix du jeune public                                                                                                 | Meilleur vilain                                                                                   | Ian McKellen |
| 2003  | Prix du jeune public                                                                                                 | Meilleure alchimie                                                                                | Anna Paquin et Shawn Ashmore |
| 2003  | Prix Exclusivité DVD (DVD Exclusive Awards)                                                                          | Meilleur DVD global, nouveau film (y compris toutes les fonctionnalités supplémentaires)          | Robert Meyer Burnett |
| 2003  | Prix Rondo Hatton horreur classique (Rondo Hatton Classic Horror Awards)                                             | Meilleur film de genre                                                                            | Bryan Singer |
| 2003  | Prix Schmoes d'or | Meilleurs effets spéciaux de l'année                                                              | - |
| 2003  | Prix Schmoes d'or | Meilleure séquence d'action de l'année                                                            | Nightcrawler visite la Maison Blanche |
| 2004  | Académie des films de science-fiction, fantastique et d'horreur - Prix Saturn                                        | Meilleure réalisation                                                                             | Bryan Singer |
| 2004  | Académie des films de science-fiction, fantastique et d'horreur - Prix Saturn                                        | Meilleure musique                                                                                 | John Ottman |
| 2004  | Académie des films de science-fiction, fantastique et d'horreur - Prix Saturn                                        | Meilleurs costumes                                                                                | Louise Mingenbach |
| 2004  | Académie des films de science-fiction, fantastique et d'horreur - Prix Saturn                                        | Meilleur maquillage                                                                               | Gordon J. Smith |
| 2004  | Académie des films de science-fiction, fantastique et d'horreur - Prix Saturn                                        | Meilleurs effets visuels                                                                          | Michael L. Fink, Richard E. Hollander, Stephen Rosenbaum et Mike Vézina                                                                              |
| 2004  | Académie des films de science-fiction, fantastique et d'horreur - Prix Saturn                                        | Meilleur scénario                                                                                 | Michael Dougherty, Dan Harris et David Hayter |
| 2004  | Académie des films de science-fiction, fantastique et d'horreur - Prix Saturn                                        | Meilleure collection de DVD                                                                       | X Men Collection |
| 2004  | Association du cinéma et de la télévision en ligne (Online Film & Television Association)                            | Meilleurs maquillages et coiffures                                                                | Rita Ciccozzi, David Fowler, Jay McClennen, Ann McLaren, Christopher Mark Pinhey, Charles Porlier, Jessica Rain, Pauline L. Tremblay et Krista Young |
| 2004  | Association du cinéma et de la télévision en ligne (Online Film & Television Association)                            | Meilleurs effets visuels                                                                          | Michael L. Fink, Richard E. Hollander, Stephen Rosenbaum et Mike Vézina                                                                              |
| 2004  | Éditeurs de sons de films                                                                                            | Meilleur montage sonore dans les fonctionnalités nationales - Dialogues et doublages dans un film | John A. Larsen, Craig Berkey, Donald Sylvester, Susan Dawes, Jim Brookshire et Laura Graham                                                          |
| 2004  | Hollywood Prix de la guilde des maquilleurs et des coiffeurs (Hollywood Makeup Artist and Hair Stylist Guild Awards) | Meilleur maquillage d’effets spéciaux                                                             | Gordon J. Smith, Evan Penny et Jay McClennen |
| 2004  | MTV Movie Awards | Meilleur film                                                                                     | - |
| 2004  | MTV Movie Awards | Meilleur baiser                                                                                   | Shawn Ashmore et Anna Paquin |
| 2004  | MTV Movie Awards | Meilleur combat                                                                                   | Hugh Jackman et Kelly Hu |
| 2004  | MTV Movie Awards (Mexico)                                                                                            | La méchante la plus sexy                                                                          | Rebecca Romijn |
| 2004  | Prix de la bande-annonce d'or                                                                                        | Meilleure bande-annonce de film d’action                                                          | - |
| 2004  | Prix du choix des enfants                                                                                            | Actrice de cinéma préférée                                                                        | Halle Berry |
| 2004  | Prix Empire | Meilleur film                                                                                     | - |
| 2004  | Prix Empire | Meilleur acteur                                                                                   | Hugh Jackman |
| 2004  | Prix Hugo | Meilleure présentation dramatique (format long)                                                   | Bryan Singer, Michael Dougherty, Dan Harris, David Hayter et Zak Penn                                                                                |
| 2004  | Prix internationaux du cinéma en ligne (INOCA) (International Online Cinema Awards (INOCA))                          | Meilleur maquillage et coiffure                                                                   | - |
| 2004  | Prix internationaux du cinéma en ligne (INOCA) (International Online Cinema Awards (INOCA))                          | Meilleur montage sonore                                                                           | John A. Larsen et Craig Berkey |
| 2004  | Prix internationaux du cinéma en ligne (INOCA) (International Online Cinema Awards (INOCA))                          | Meilleurs effets visuels                                                                          | Michael L. Fink, Richard E. Hollander, Stephen Rosenbaum et Mike Vézina                                                                              |
| 2004  | Société des critiques de films en ligne                                                                              | Meilleurs effets visuels                                                                          | - |
| 2004  | Société du film politique (Political Film Society)                                                                   | Nommé au Prix PFS des Droits Humains                                                              | - |
| 2004  | Société du film politique (Political Film Society)                                                                   | Nommé au Prix PFS de la Paix                                                                      | - |

## Clins d'œil
- Une scène montre Mystique parcourant des dossiers informatiques sur l'ordinateur de Yuriko. Bryan Singer introduit un grand nombre de références à l'univers Marvel, et plus particulièrement aux X-Men. Bien qu'il souhaitait incorporer la plupart de ces éléments, il lui était impossible de le faire tant pour des raisons budgétaires que pratiques[32]. Parmi les dossiers on peut voir les noms de Remy Lebeau, Samuel Guthrie, Paige Guthrie, Kenuichio Harada, Garrison Kane, Erik Lehnsherr, Artie Maddicks (en), Jamie Madrox, Xi'an Coy Manh, Pietro Maximoff, Wanda Maximoff, Kevin MacTaggert, Danielle Moonstar, Ororo Munroe, Henry Philip McCoy, Maria Callasantos, Sean Cassidy, Black Tom Cassidy, Lila Cheney, Victor Creed, Roberto Da Costa, Lorna Dane, Elizabeth Braddock, Robert Drake, Frederick J. Dukes, Angelo Espinosa et Kyle Gibney. On peut aussi voir des dossiers sur le bureau concernant Omega Red, le projet Wideawake, Franklin Richards et Cerebro.
- Dans une scène où Mystique est dans un bar pour injecter du fer dans le corps du gardien de la prison de Magneto, on peut remarquer que le Dr. Hank McCoy, autrement dit le Fauve, passe à la télévision.